# Botswana a 2013-as úszó-világbajnokságon
Botswana három úszóval vett részt a 2013-as úszó-világbajnokságon, akik hat versenyszámban indultak.

## Úszás
Férfi
| Versenyző   | Verseny                  | Selejtező | Selejtező | Elődöntő          | Elődöntő          | Döntő             | Döntő             |
| Versenyző   | Verseny                  | Idő       | Helyezés  | Idő               | Helyezés          | Idő               | Helyezés          |
| ----------- | ------------------------ | --------- | --------- | ----------------- | ----------------- | ----------------- | ----------------- |
| Adrian Todd | 50 méteres gyorsúszás    | 24.65     | 64        | Nem jutott tovább | Nem jutott tovább | Nem jutott tovább | Nem jutott tovább |
| Adrian Todd | 50 méteres pillangóúszás | 25.98     | 52        | Nem jutott tovább | Nem jutott tovább | Nem jutott tovább | Nem jutott tovább |

Női
| Versenyző             | Verseny                  | Selejtező | Selejtező | Elődöntő          | Elődöntő          | Döntő             | Döntő             |
| Versenyző             | Verseny                  | Idő       | Helyezés  | Idő               | Helyezés          | Idő               | Helyezés          |
| --------------------- | ------------------------ | --------- | --------- | ----------------- | ----------------- | ----------------- | ----------------- |
| Deandra van der Colff | 50 méteres gyorsúszás    | 29.27     | 64        | Nem jutott tovább | Nem jutott tovább | Nem jutott tovább | Nem jutott tovább |
| Deandra van der Colff | 50 méteres pillangóúszás | 31.96     | 53        | Nem jutott tovább | Nem jutott tovább | Nem jutott tovább | Nem jutott tovább |
| Bonita Imsirovic      | 50 méteres mellúszás     | 36.53     | 63        | Nem jutott tovább | Nem jutott tovább | Nem jutott tovább | Nem jutott tovább |
| Bonita Imsirovic      | 100 méteres mellúszás    | 1:21.97   | 57        | Nem jutott tovább | Nem jutott tovább | Nem jutott tovább | Nem jutott tovább |